# Erich Albrecht
Erich Albrecht (* 31. März 1889 in Leipzig; † 22. April 1942) war ein deutscher Fußballspieler.

## Karriere

### Vereine
Albrecht bestritt von 1906 bis 1914 als Rechtsaußen für den SC Wacker Leipzig in den vom Verband Mitteldeutscher Ballspiel-Vereine organisierten Meisterschaften im Gau Nordwestsachsen Punktspiele. Mit den Blau-Weißen gewann er am 19. April 1908 durch einen 3:2-Erfolg gegen den Magdeburger FC Viktoria 1896 die Mitteldeutsche Meisterschaft. In den Spielen um die Deutsche Meisterschaft gewann er mit seinem Verein am 3. Mai mit 3:1 beim VfR 1897 Breslau und zog damit in das Halbfinale ein. Am 17. Mai verlor er in Magdeburg mit seiner Mannschaft mit 0:4 gegen den BTuFC Viktoria 89, der auch am 7. Juni 1908 das Finale für sich entscheiden konnten.

### Auswahl-/Nationalmannschaft

Erich Albrecht (5. v. r.)
und Mitspieler, die den Kronprinzenpokal 1909 gewannen.

Albrecht bestritt am 16. März 1909 in Oxford sein einziges Länderspiel für die A-Nationalmannschaft. Bei der 0:9-Niederlage gegen die Amateurnationalmannschaft Englands verhinderte der überragende Torhüter Adolf Werner eine noch höhere Niederlage. Auch die Läuferreihe mit Camillo Ugi, Josef Glaser und Paul Hunder war der Klasse der englischen Spieler nicht gewachsen.
Als Spieler der Auswahlmannschaft des Verbandes Mitteldeutscher Ballspiel-Vereine nahm er am erstmals ausgetragenen Wettbewerb um den Kronprinzenpokal teil. Nach dem 2:0-Sieg im Viertelfinale gegen die Auswahlmannschaft des Westdeutschen Spiel-Verbandes und dem 8:0-Sieg im Halbfinale gegen die Auswahlmannschaft des Baltischen Rasen- und Wintersport-Verbandes erreichte er das am 18. April 1909 in Berlin angesetzte Finale, das er mit seiner Mannschaft mit 3:1 gegen die Auswahlmannschaft des Verbandes Berliner Ballspielvereine gewann. Dabei stürmte er auf Rechtsaußen, seine Vereinsmitspieler Hans Riso II hütete das Tor und Paul Dietze agierte als Verteidiger. In der Folgesaison verlor er als Titelverteidiger im Halbfinale gegen die Auswahlmannschaft des Verbandes Süddeutscher Fußball-Vereine mit 2:6.

## Erfolge
- Mitteldeutscher Meister 1908
- Kronprinzenpokal-Sieger 1909

## Sonstiges
Der als Pelzhändler seinen Lebensunterhalt bestreitende Albrecht wurde später Mitglied des Verwaltungsrates des SC Wacker Leipzig. Er beantragte am 29. Oktober 1937 die Aufnahme in die NSDAP und wurde rückwirkend zum 1. Mai desselben Jahres aufgenommen (Mitgliedsnummer 5.798.680).